# Sin cadenas
Sin Cadenas es el título del álbum debut de estudio grabado por el cantautor panameño de reggae Joey Montana. Fue lanzado al mercado bajo el sello discográfico MMV Entertainment el 13 de noviembre de 2007. Contó con las colaboraciones de artistas como con Ángel López, Rob G, 713-Seville, Dee-Novo, D-Ray y Suave.

## Lista de canciones
| Sin cadenas |                                                  |          |  |
| N.º         | Título                                           | Duración |  |
| 1.          | «Esto es lo mio»                                 | 3:01     |  |
| 2.          | «De reversa»                                     | 3:20     |  |
| 3.          | «Si te vas» (con Rob G y 713 Seville)            | 3:23     |  |
| 4.          | «Caramelo»                                       | 3:03     |  |
| 5.          | «Que dios te castigue» (con Ángel López)         | 4:14     |  |
| 6.          | «Fuego» (con D-Ray)                              | 3:01     |  |
| 7.          | «En lo oscuro» (con Suave)                       | 3:25     |  |
| 8.          | «Gatas» (con D-Ray)                              | 3:03     |  |
| 9.          | «Ladies night» (con Dee-Novo)                    | 2:53     |  |
| 10.         | «A caballo»                                      | 2:47     |  |
| 11.         | «Silicona» (con Dee-Novo)                        | 3:44     |  |
| 12.         | «Cogelo suave»                                   | 4:31     |  |
| 13.         | «Latino's»                                       | 3:28     |  |
| 14.         | «I will die» (con Rob G y 713 Seville)           | 3:24     |  |
| 15.         | «Que dios te castigue (Remix)» (con Ángel López) | 4:19     |  |